# Шаровский, Александр Яковлевич
Алекса́ндр Я́ковлевич Шаро́вский (азерб. Aleksandr Yakovleviç Şarovski; род. 10 февраля 1948 , Баку, Азербайджанская ССР, СССР) — главный режиссёр Азербайджанского государственного академического русского драматического театра им. Самеда Вургуна в Баку.  Народный артист Азербайджана (1998).

## Биография
Родился 10 февраля 1948 года в Баку. В школе занимался в драматическом кружке.
С 1967 года — актёр Азербайджанского государственного театра юного зрителя под руководством Зафара Пашаевича Нейматова. 
С 1974 года — в Русском драматическом театре. Играл главные роли и ассистировал в четырёх спектаклях Рустама Ибрагимбекова. Занимался самообразованием.
Тарифицировался как режиссёр. С 1991 года режиссёр-постановщик. В марте 1993 года был назначен главным режиссёром Театра русской драмы. 
Окончил Азербайджанский государственный институт иностранных языков и по образованию педагог.
Серьёзно занимался футболом, входил в сборную Азербайджана. Выступал за бакинское «Динамо» и «Локомотив». После полученных травм в игре против бакинского «Спартака» в 1966 году серьёзно заболел.

## Постановки
- «Лето и дым» Т. Уильямса,
- «Отрава» («Арфа приветствия») М. Богомольного,
- «В городе ужасно неспокойно» И. Пиковского,
- «Хочу купить мужа» («Последняя попытка») М. Задорнова,
- «Филумена Мартурано» Э. Де Филиппо,
- «Круг» С. Моэма,
- «Эдди Карбоне» («Вид с моста») А. Миллера,
- «Безумный день, или Сцены для ненормальных со зрителем» В. Неверова, А. Шаровского,
- «Здравствуйте, я ваш дядя!» Эльчина,
- «Все звёзды» В. Неверова
- «Ах, как бы нам пришить старушку!..» («Дорогая Памелла») Дж. Патрика,
- «Мнимый больной!» Ж. Б. Мольера,
- «От великого до смешного» В. Неверова,
- «Кин IV» Г. Горина
- «Бабочка…Бабочка» А. Николаи,
- «Петля» Р. Ибрагимбекова
- «Встретимся на Торговой» В. Неверова,
- «Недосягаемая» С. Моэма
- «Идеальная пара» В. Попова,
- «Мой любимый сумасшедший» Эльчина,
- «Призрак „Титаника“» В. Неверова
- «Чествование» Б. Слэйда,
- «Визирь Ленкоранского ханства» М. Ф. Ахундова
- «На бис» В. Неверова,
- «Грешные истории» В. Неверова
- «Королевские игры» Г. Горина,
- «Квартира» Гидаята
- «Мой муж-чокнутый» Эльчина,
- «Эта сладкая звёздная жизнь» В. Неверова,
- «Театр нашей жизни» В. Неверова,
- «Второй выстрел» Р. Тома,
- «Чудеса в почтовом отделении» Эльчина,
- «Звезда, любовь и шампанское» Эльчина «Гарольд и Мод»,
- «Фархад и Ширин» С. Вургуна,
- «Вирус любви» В. Неверова,
- «Эти свободные бабочки» Л. Герша.

Осуществил две постановки в Одесском русском драматическом театре им. А. Иванова по пьесам И .Пиковского «Золотые времена» и «В городе ужасно неспокойно» (1992), «Бесприданник» в Ростовском драматическом театре (2005), а также поставил осуществил постановку эстрадных миниатюр «Приключения кавказцев в России» для Московского театра Афаг Баширгызы.
- Снялся в фильме «Не бойся, я с тобой», роль инженера Петрова.

## Общественная деятельность
Член Попечительского совета Бакинского международного центра мультикультурализма.

## Награды и звания
- Орден «Честь» (9 февраля 2018 года) — за большие заслуги в развитии азербайджанской культуры[2].
- Орден «Слава» (5 февраля 2008 года) — за заслуги в развитии театрального искусства в Азербайджане[3].
- Орден Дружбы (11 мая 2021 года, Россия) — за большой вклад в укрепление российско-азербайджанских культурных связей и сохранение традиций русского театрального искусства в Азербайджанской Республике[4].
- Медаль Пушкина (19 января 2013 года, Россия) — за большой вклад в укрепление и развитие дружбы и сотрудничества с Российской Федерацией[5].
- Народный артист Азербайджана (24 мая 1998 года) — за большие заслуги в развитии азербайджанской культуры[6].
- Заслуженный артист Азербайджанской ССР (20 марта 1987 года) — за заслуги в развитии азербайджано-советского театрального искусства.
- Почётный диплом Президента Азербайджанской Республики (9 февраля 2023 года) — за многолетнюю плодотворную деятельность в развитии театрального искусства в Азербайджане[7].
- Почётный знак Россотрудничества «За дружбу и сотрудничество» (2015)[8].
- Золотая медаль Святого Апостола Варфоломея (2013, Бакинская и Прикаспийская епархия)[9].
- Премия Союза театральных деятелей Азербайджана «Золотой дервиш».
- Премия общества «Бакинец» — «Хумай».
- Персональная пенсия Президента Азербайджанской Республики (1 апреля 2005 года)[10].